# 宮本大輔 (中国語研究者)
宮本 大輔（みやもと だいすけ）は慶應義塾大学総合政策学部准教授、政策・メディア研究科委員。専門は中国語学、会話ストラテジー、中国語教育。SFCでは中国語科目や研究会を担当。神奈川県出身。SFC中国語研究室所属。
2005年神奈川大学修士課程修了。2008年神奈川大学博士課程修了。神奈川大学、東京理科大学、福岡大学、長野大学の助教、准教授、教授を歴任し現職。
中国の歴史、特に「三国演義」に興味を持ち中国語を学び始めた。

## 略歴
出典
2005年 - 2006年 :神奈川大学21世紀COEプログラムCOE研究員（RA)
2006年 - 2008年 :日本学術振興会特別研究員(21COE)
2008年 - 2011年 :神奈川大学外国語学部非常勤講師（中国語）
2009年 - 2011年 :東京理科大学理工学部非常勤講師（中国語）
2011年4月 - 2015年3月 :福岡大学 言語教育研究センター, 外国語講師
2015年4月 - 2017年3月 :私立長野大学, 環境ツーリズム学部, 助教
2017年4月 - 2018年3月 :公立大学法人長野大学, 環境ツーリズム学部, 助教
2018年4月 - 2021年3月 :公立大学法人長野大学, 環境ツーリズム学部, 准教授
2021年4月 - 2022年3月 :公立大学法人長野大学, 環境ツーリズム学部 環境ツーリズム学科, 教授
2022年4月 - 継続中 :慶應義塾大学, 総合政策学部, 准教授

## 所属学会
東アジア国際言語学会、中国語教育学会、社会言語科学会、日本中国語学会。